# KPNQwest
KPNQwest was een telecommunicatie bedrijf dat werd opgericht als joint venture tussen het Nederlandse KPN en het Amerikaanse Qwest. Het doel van deze onderneming was in Europa diensten aan te bieden op het gebied van datacommunicatieverkeer, internettoegang, applicatiebeheer en ondersteunende diensten, met name via internet. Het hoofdkantoor stond te Hoofddorp. 

## Netwerk
Voor deze telecomdiensten heeft de onderneming tussen 1999-2002 een modern breedbandnetwerk van glasvezelkabels opgebouwd. Per 23 mei 2002, de datum waarop aan haar surseance van betaling is verleend, beschikte KPNQwest over circa 25.000 kilometer glasvezelkabel; dit netwerk verbond meer dan 60 Europese steden in 15 landen. Ten slotte beschikte KPNQwest over trans-Atlantische communicatiecapaciteit doordat zij haar netwerk aan dat van Qwest in de Verenigde Staten had gekoppeld.

## Resultaten
In de korte periode dat het bedrijf heeft bestaan, is de omzet verviervoudigd in de periode van 1999 tot en met 2001. De grootste klanten waren de twee joint venture-partners; in 2001 vertegenwoordigden zij zo'n 40% van de totale omzet van KPNQwest. De resultaten waren echter altijd negatief; ondanks de hogere verkopen werd het verlies alleen maar groter. 
In de onderstaande figuur zijn de resultaten van KPNQwest opgenomen. De cijfers voor 1999 hebben betrekking op een periode van negen maanden, van april tot en met december 1999. Voor 2000 en 2001 hebben de cijfers wel betrekking op een volledige jaar.
|                 | 1999    | 2000    | 2001    |
| --------------- | ------- | ------- | ------- |
| Resultaten:     |         |         |         |
| Omzet           | 190,2   | 461,6   | 810,1   |
| EBITDA          | 46,3    | 122,5   | 13,7    |
| Netto resultaat | 59,9    | 138,6   | 266,0   |
| Balansgegevens: |         |         |         |
| Eigen vermogen  | 1.398,0 | 1.291,1 | 1.088,1 |
| Schulden        | 774,9   | 863,9   | 1.532,1 |
| Balanstotaal    | 2.561,9 | 2.897,4 | 3.595,0 |

Voor de financiering van de activiteiten gaf KPNQwest in juni 1999 twee obligatieleningen uit, ten bedrage van circa USD 800 miljoen. Op 9 november 1999 zijn de aandelen van KPNQwest op de Amsterdamse effectenbeurs en aan de Amerikaanse Nasdaq geïntroduceerd. In totaal werd voor circa USD 1 miljard aan aandelen geplaatst tegen een introductiekoers van € 20 per aandeel. Vanaf eind 1999 hielden KPN en Qwest ieder 44,4% van de aandelen van KPNQwest, De resterende 11,2% van de aandelen werden verhandeld op de beurs. Het bedrijf bouwde een groot glasvezel netwerk in Europa maar ging op 31 mei 2002 failliet.

## VEB en KPNQwest
De Ondernemingskamer van het Gerechtshof Amsterdam gelastte eind 2006 een onderzoek naar het beleid en de gang van zaken binnen het bedrijf. De curatoren waren niet bereid de kosten van dit onderzoek te betalen. In 2008 verklaarde de Vereniging van Effectenbezitters (VEB) zich bereid de kosten van dit onderzoek op zich te nemen. In augustus 2009 werd aangekondigd dat het onderzoek zou beginnen.
In december 2010 is een schikking tussen de VEB met KPN en Qwest over de compensatie van gedupeerde beleggers in KPNQwest definitief geworden. Deze beleggers die bij de VEB zijn aangesloten kunnen in totaal € 19 miljoen aan schadevergoeding ontvangen. Hiermee komt een einde aan acht jaar strijd voor beleggers die financiële schade hebben geleden door het faillissement van KPNQwest. Voorwaarde voor deze schikking was de intrekking van de enquêteprocedure die de VEB in 2005 tegen KPNQwest is begonnen.

## Curatoren eisen miljarden
Eind september 2010 hebben de curatoren de voormalige bedrijfstop van KPNQwest gedaagd. Zij eisen dat de schuld van € 4,2 miljard wordt terugbetaald die achterbleef bij het faillissement in 2002. Beide moederbedrijven en twaalf Amerikaanse en Nederlandse bestuurders en topmannen worden gedaagd voor de rechter vanwege wanbeleid. KPNQwest werd destijds geleid door Jack McMaster, bijgestaan door 11 commissarissen. Daar zaten ook drie vertegenwoordigers van KPN bij, onder wie Eelco Blok. De schuldeisers zijn met name obligatiehouders en banken. De curatoren spreken van „de grootste boekhoudfraude in de Nederlandse geschiedenis." De top van KPNQwest zou moedwillig de financiële gezondheid van het bedrijf te rooskleurig hebben voorgespiegeld aan aandeelhouders en geldschieters. 
In november 2013 werd bekend dat KPN, CenturyLink, dat Qwest heeft overgenomen, en de curatoren een voorlopige overeenstemming hebben bereikt over een schikking. Deze vertegenwoordigt een totale waarde van € 260 miljoen, waarvan € 50 miljoen het aandeel van KPN is. CenturyLink zou € 176 miljoen betalen en de rest komt van verzekeraars. Op 21 februari 2014 is de schikking definitief geworden en het dossier gesloten.